# 光宇街道
光宇街道，是中华人民共和国黑龙江省鹤岗市兴安区下辖的一个乡镇级行政单位。

## 行政区划
光宇街道下辖以下地区：
宇南社区、宇康社区和宇安社区。